# ريتشارد جونسون (لاعب كريكت بريطاني)
ريتشارد جونسون (1 سبتمبر 1988 في المملكة المتحدة - ) (بالإنجليزية: Richard Johnson)‏ هو لاعب كريكت بريطاني. لعب مع نادي مقاطعة ديربيشاير للكريكت ‏ ونادي وارويكشاير للكريكيت ‏.

## وصلات خارجية
- ريتشارد جونسون على موقع إي آس بي آن كريك إنفو (الإنجليزية)